# Franz Riess (Maler)
Hermann Franz Louis Riess, auch Franz Rieß (* 25. August 1848 in Fichtwerder bei Landsberg an der Warthe; †  10. Februar 1928 in Dessau) war ein deutscher Glasmaler und Kunsthandwerker.

## Leben
Franz Riess war der älteste von fünf Söhnen des Stuben- und Dekorationsmalers Hugo Albert Theodor Riess (1821–1904) und dessen Frau Marie Amalie, geborene Wilke (1828–1902). Der Landschaftsmaler Paul Riess war sein jüngerer Bruder. Riess war zunächst in Berlin als Dekorationsmaler tätig, wandte sich dann der Landschaftsmalerei und später der Glasmalerei zu. Zu Beginn der 1880er Jahre ließ er sich in Dessau nieder. In der Residenzstadt des Herzogtums Anhalt etablierte er sich ab 1882/83 mit der Herzoglich-Anhaltischen Hofglasmalerei.
Franz Riess’ Arbeiten fand man etwa in Dessau, Köthen, Bernburg, im Magdeburger Dom und in der Erfurter Barfüßerkirche.

## Werke
- Fenster in der Evangelischen Stadtkirche in Bismark (Altmark)[4]
- Auferstehungskirche in Dessau-Roßlau[5]
- Neoromanische Kirche in Merzien[5]
- Kirche St. Nicolai in Ballenstedt[5]
- Kirche in Dessau-Großkühnau[5]
- Kirche in Baasdorf[5]